# Bommes
Bommes (gascognisch: Bómas) ist eine französische Gemeinde mit 450 Einwohnern (Stand 1. Januar 2022) im Département Gironde in der Region Nouvelle-Aquitaine.

## Lage
Bommes liegt etwa 45 Kilometer (Fahrtstrecke) südöstlich von Bordeaux. Der Kantonshauptort Langon befindet sich etwa 11 Kilometer östlich.

## Bevölkerungsentwicklung
| Jahr      | 1968 | 1975 | 1982 | 1990 | 1999 | 2007 | 2017 |
| Einwohner | 448  | 365  | 398  | 446  | 439  | 465  | 465  |

## Weinanbau
Bommes ist bekannt für seine hervorragenden edelsüßen Weißweine und gehört zum Anbaugebiet Sauternes im Bordeaux. 381 Hektar Rebfläche stehen zur Verfügung. Durch Bommes fließt der kleine Fluss Ciron, dessen kaltes Quellwasser in das wärmere Wasser der Garonne fließt und im Herbst Nebel bildet, der beste Möglichkeiten für den Edelfäule-Pilz Botrytis cinerea zur Erhöhung des Zuckergehalts der Weintrauben bietet.

## Sehenswürdigkeiten
Auf dem Gemeindegebiet von Bommes liegen mehrere Weingüter (Châteaux), deren Bauten auch architektonisch interessant sind, da sie teilweise noch aus dem 17., 18. oder 19. Jahrhundert stammen:
- Château de Rayne-Vigneau (Weingut) und Schloss Rayne-Vigneau
- Château Laforie-Peyraguey (14., 17. und 18. Jahrhundert)
- Château Rabaud-Promis (18. Jahrhundert; Architekt Victor Louis)

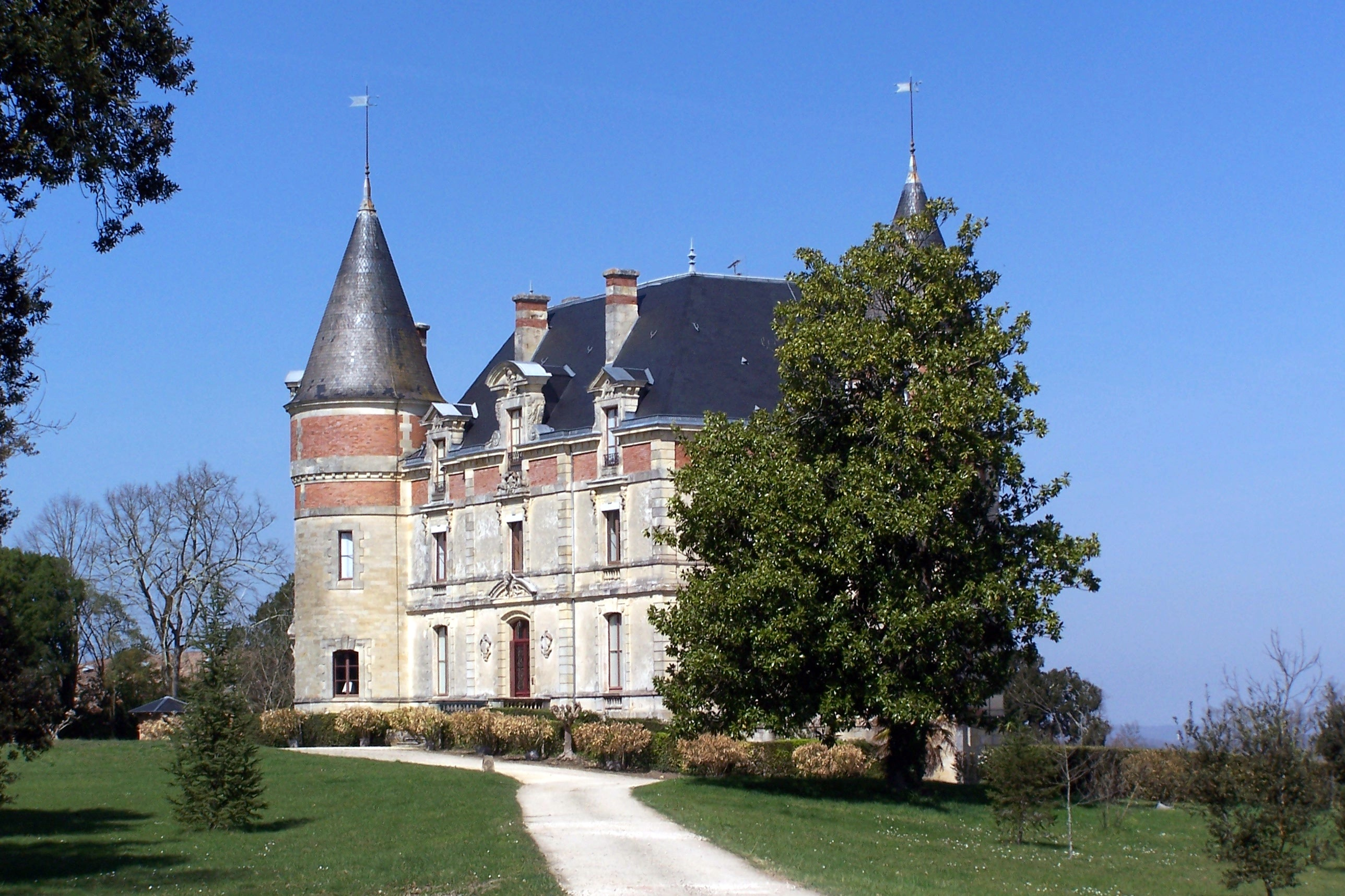
Château de Rayne-Vigneau
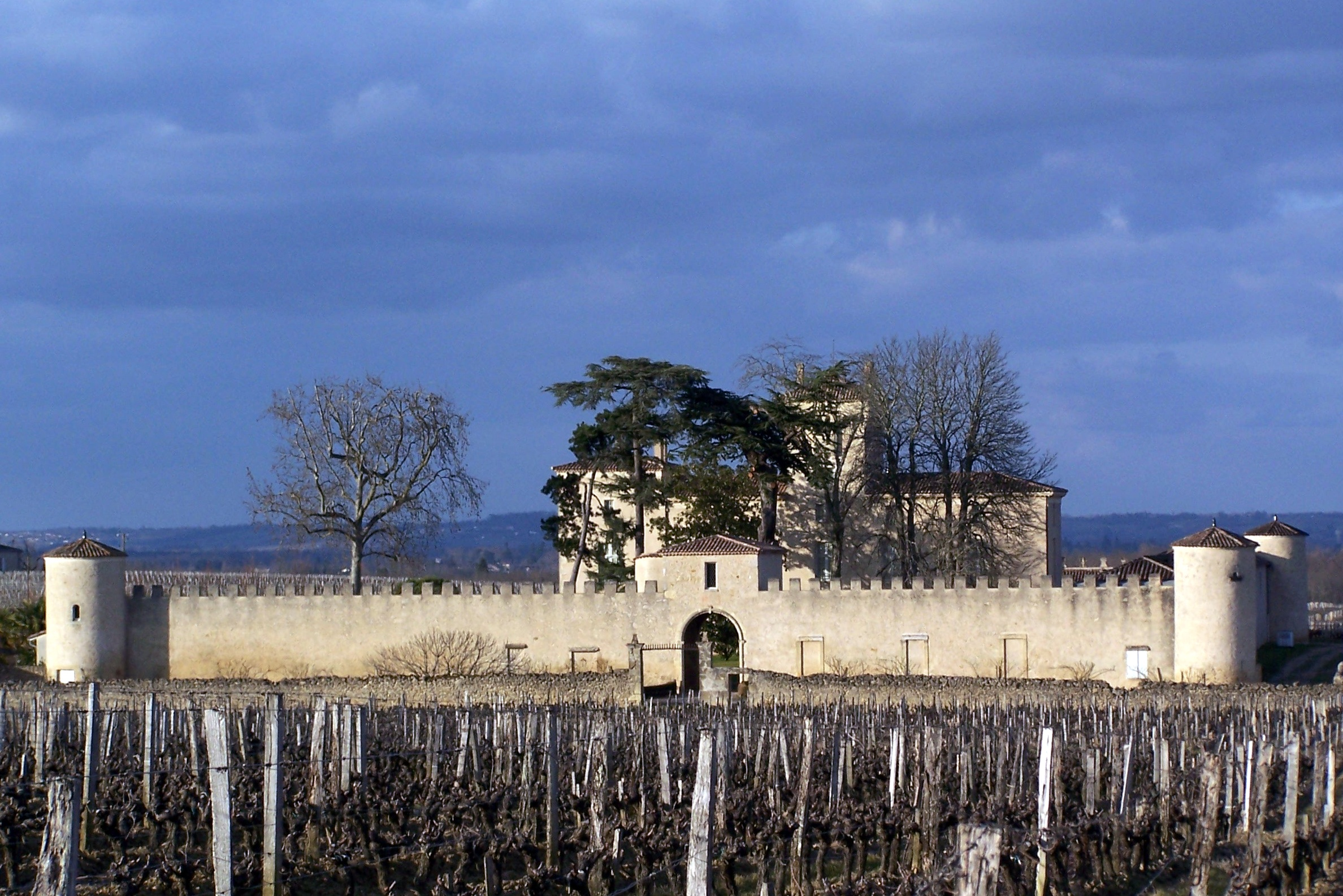
Château Lafaurie-Peyraguey
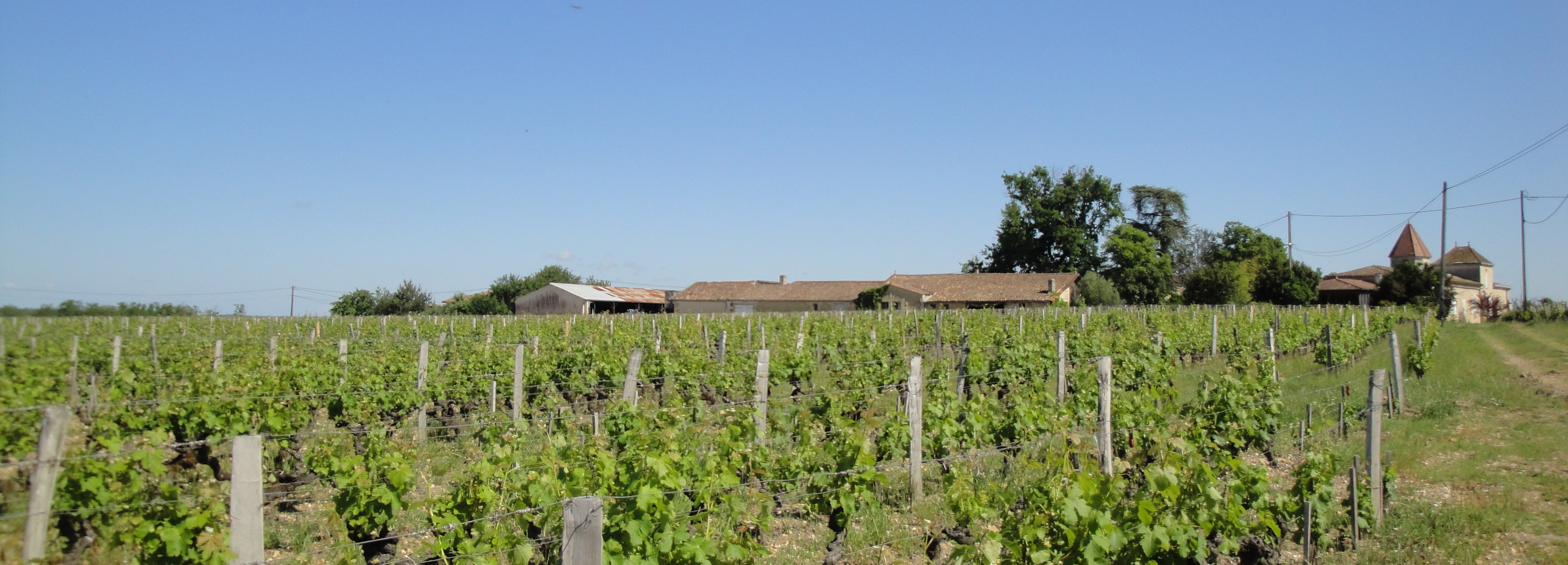
Château Rabaud-Promis
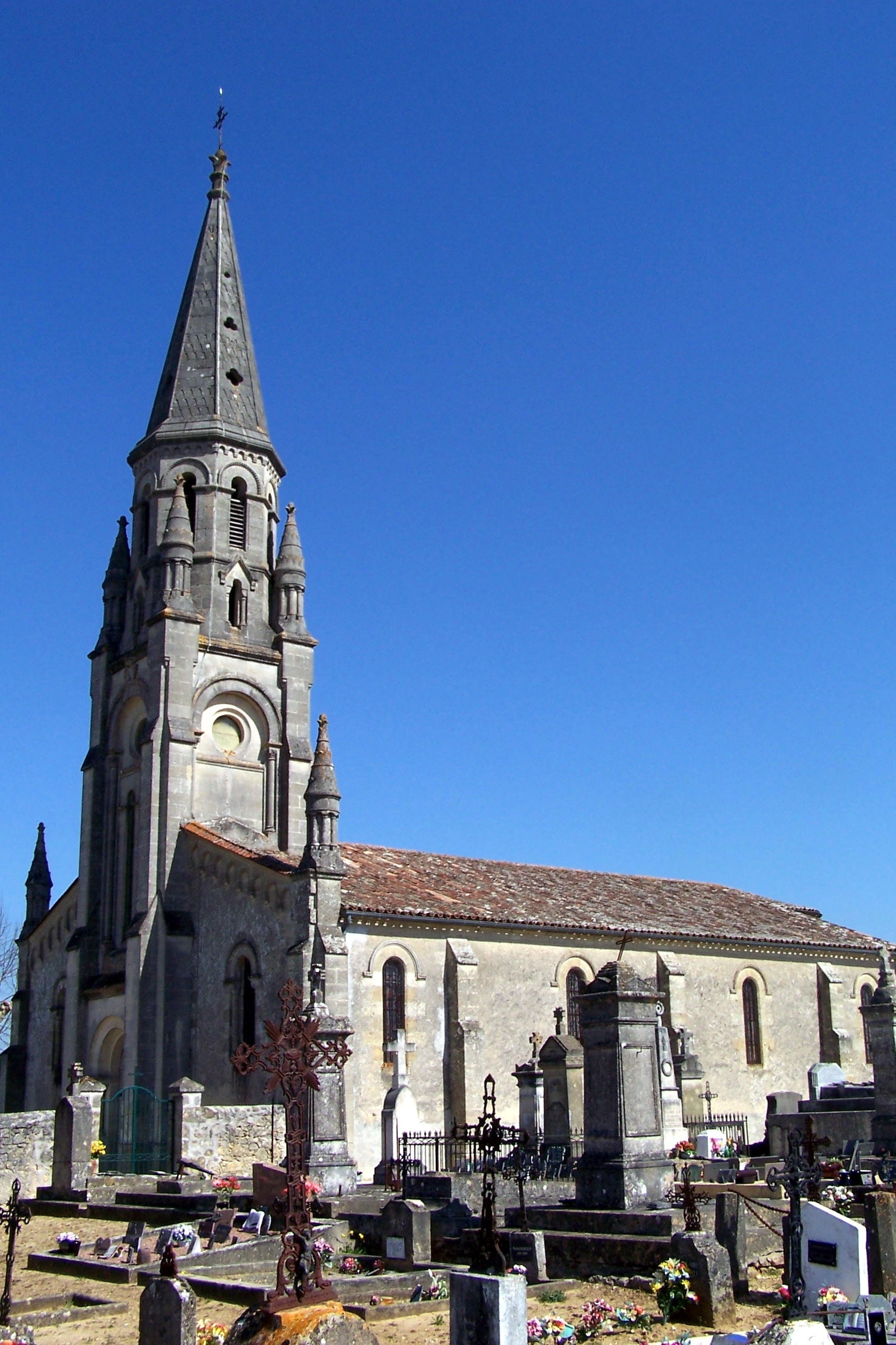
Kirche Saint-Martin
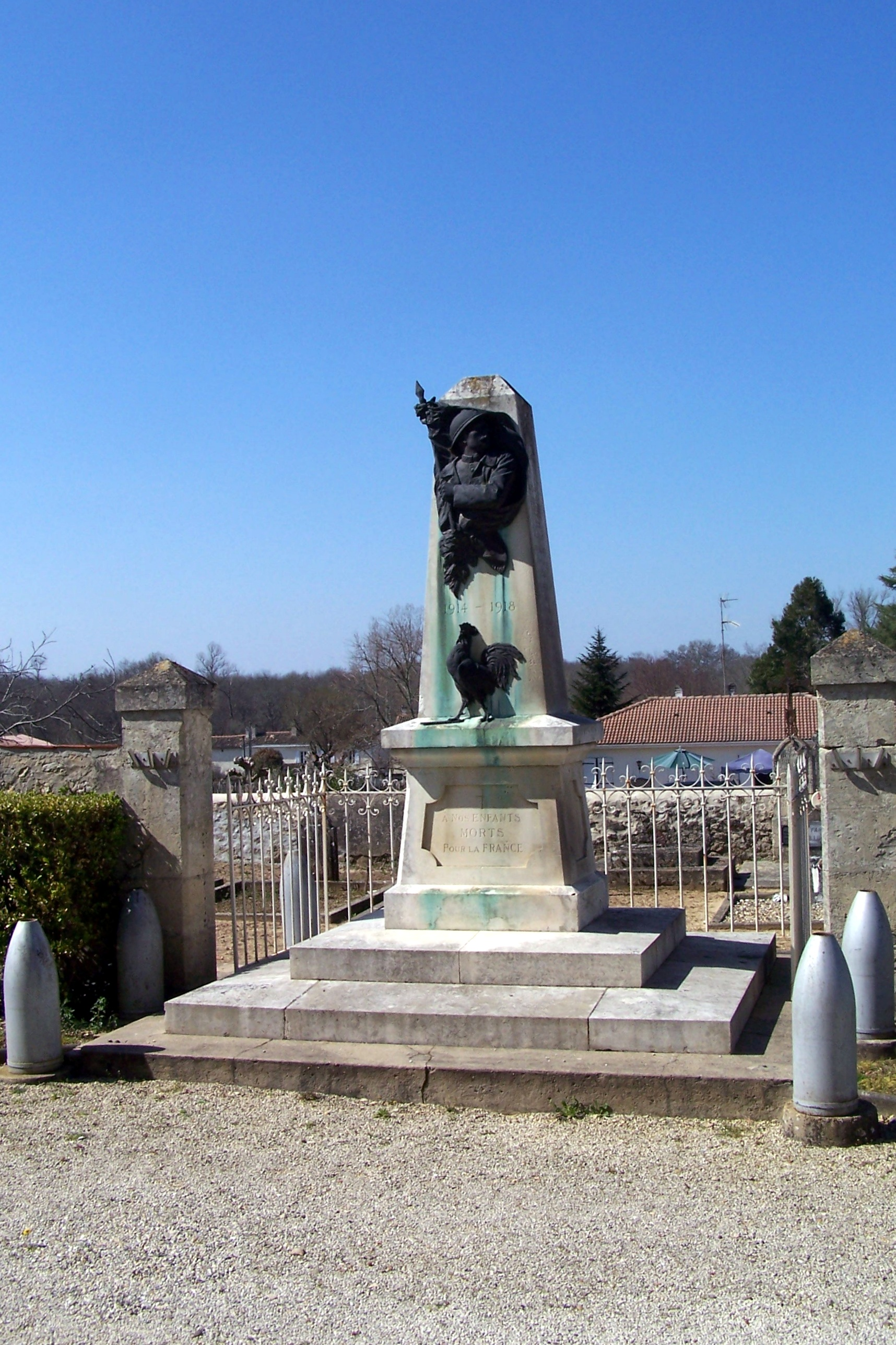
Gefallenendenkmal

- Kirche St-Martin aus dem 19. Jahrhundert